# Uma scoparia
Uma scoparia är en ödleart som beskrevs av Cope 1894. Uma scoparia ingår i släktet Uma och familjen Phrynosomatidae. Inga underarter finns listade i Catalogue of Life.
Arten förekommer i öken i Kalifornien och Arizona (USA). Honor lägger ägg. Denna ödla lever i kulliga regioner och låga bergstrakter mellan 90 och 900 meter över havet. Habitatet utgörs av öknar med glest fördelade buskar och några andra låga växter. Exemplaren gräver underjordiska bon. Äggen lämnas i hålor nära markytan.
Beståndet påverkas av landskapsförändringar, av bilar som kör bredvid vägarna och av introducerade fiender som rödräven. Hela populationen bedöms fortfarande som stabil. IUCN kategoriserar arten globalt som livskraftig.